# Хемел Хемпстед Таун
Хемел Хемпстед Таун  — английский полупрофессиональный футбольный клуб, базирующийся в одноименном городе, в графстве Хартфордшир. В настоящее время они выступают в Национальной Лиге Юг и проводят свои домашние матчи на стадионе Воксхолл-Роуд. Клуб является членом футбольной ассоциации графства Хартфордшир.

## История
Клуб был основан в 1885 году как Ф. К. Эпсли Энд и вначале играл в Западной Хартс Лиге, до перехода в Лигу Хартс Каунти в 1899 году и выступления в ней вплоть до 1922 года. Клуб присоединился к Спартанской лиге в 1922 году и выступал там до 1952 года, когда они присоединились к Дельфийской Лиге, и к этому времени они изменили своё название на Хемел Хемпстед.
В 1955 году название было изменено снова на Хемел Хемпстэд Таун. В 1962 году, с распадом Дельфийский Лиги, клуб присоединился к Афинской Лиге в новом Втором дивизионе. Они повышались в два сезона подряд, и вышли в Премьер дивизион, но к 1969 году вернулись обратно во Второй дивизион. В 1972 году клуб объединился с Хемел Хемпстед Юнайтед, и объединенный клуб вернулся к названию Хемел Хемпстед.
В 1977 году Тюдоры присоединились к Истмийской Лиге, где они играли на протяжении более 25 лет. Добиться успеха в этой лиге было трудно, клуб даже вылетал в Третий дивизион на один сезон, но с приходом нового менеджера Дэйва Боггинса в 1997 году благосостояние клуба улучшилось. В 1997-98 годах клуб выиграл Третий дивизион Истмийской Лиги, за которым последовало чемпионство во Втором дивизионе в сезоне 1999—2000, хотя в последнем случае они не были повышены из-за требований к стадиону. Тем не менее, финиш на шестом месте в теперешнем Первом дивизионе Север в сезоне 2003-04 был достаточен, чтобы обеспечить себе место в Премьер дивизионе Южной Лиги после реорганизации, вызванной созданием Южной Конференции.
Первый сезон клуба в Южной премьер был разочаровывающим, они закончили чемпионат четвёртыми снизу и были понижены. После довольно посредственного выступления в Первом дивизионе Запад в следующем сезоне, финальный рывок позволил Хемелу попасть в плей-офф, где после драматичной победы со счетом 3-2 над Брэкли Таун, проигрывая 2-1 на 81-й минуте, клуб добивается повышения.
Хемел весьма неплохо стал выступать в Премьер дивизионе в сезоне 2006-07, где последовательные десять побед в пятнадцати матчах позволили Тюдорам финишировать пятыми, заняв последнее место в плей-офф, где Хемел проиграл 3-1 в полуфинале клубу Тим Бат.
Хемел снова вышли в плей-офф в сезоне 2008-09, сменив череду менеджеров в процессе сезона. Финиш на пятом месте вывел их в полуфинале на Фарнборо, где они проиграли 4-3 по пенальти.
Хемел выступил плохо в сезоне 2009-10, в итоге заняв 19-е место. Они спаслись от вылета благодаря клубам из высших дивизионов, которые были понижены или прекратили своё существование. Во время предсезонной подготовки Колин Пейн был назначен главным тренером, но клуб провел ещё один неудачный сезон в Премьер дивизионе Южной Лиги.
В сентябре 2011 года, из-за неудачного старта сезона, Пейн был освобожден от своих обязанностей, и был заменен Уиддрингтоном. Томми Уиддрингтон затем покинул клуб в марте 2012, и был заменен управленческим дуэтом Марка Итона и Алана Билея, ранее работавшими в Эйлсбери. После финиша 19-ми, Марк и Алан покинули клуб и были заменены на Дина Бреннана и Стюарта Мейнарда. 25 мая футбольная Ассоциация согласно уставу Премьер дивизиона Южной Лиги помиловала Хемел Хемпстед Таун от вылета. Это решение было ратифицировано на собрании акционеров Южной Лиги, которое состоялось 16 июня 2012 года.
Изменения последовали в сезоне 2012-13, Дин Бреннан и Стюарт Мейнард вывели Тюдоров на 4-е место в Лиге, выше чем когда-либо. Хемел победил Чешам Юнайтед 2-0 в полуфинале плей-офф, прежде чем потерпеть поражение 5-4 в серии пенальти от Госпорт Боро (2-2 в доп время) перед рекордным количеством зрителей в 2840 человек. Хемел также победил Поттерс Бар Таун 2-0 в финале Главного кубка вызова Хартфордшира, этот трофей Тюдоры не выигрывали с 1926 года (как Ф. К. Эпсли Энд).
В сезоне 2013-14 клуб выиграл Премьер дивизион Южной Лиги и обеспечил себе продвижение Южную конференцию.

## Сезоны
| Год       | Лига                                  | Уровень | Игр | В  | Н  | П  | ГЗ  | ГП | Р   | Очки | Место                                       | Кубок Англии  | ФА Трофи      |
| --------- | ------------------------------------- | ------- | --- | -- | -- | -- | --- | -- | --- | ---- | ------------------------------------------- | ------------- | ------------- |
| 1999-2000 | Второй дивизион Истмийской лиги       | 7/8     | 42  | 31 | 8  | 3  | 98  | 27 | +71 | 101  | 1 из 22                                     | 1-й кв.раунд  | N/A           |
| 2000-01   | Второй дивизион Истмийской лиги       | 7/8     | 42  | 22 | 10 | 10 | 74  | 44 | +30 | 76   | 6 из 22                                     | 2-й кв. раунд | N/A           |
| 2001-02   | Второй дивизион Истмийской лиги       | 7/8     | 42  | 18 | 10 | 14 | 82  | 66 | +16 | 64   | 10 из 22 Повышение                          | 1-й кв. раунд | N/A           |
| 2002-03   | Первый дивизион Север Истмийской лиги | 7/8     | 46  | 26 | 7  | 13 | 70  | 55 | +15 | 85   | 3 из 24                                     | 3-й кв. раунд | 1-й раунд     |
| 2003-04   | Первый дивизион Север Истмийской лиги | 7/8     | 46  | 22 | 12 | 12 | 75  | 72 | +3  | 78   | 6 из 24 Повышение                           | Предв. раунд  | 1-й раунд     |
| 2004-05   | Премьер дивизион Южной Лиги           | 7/8     | 42  | 11 | 10 | 21 | 60  | 88 | −28 | 42   | 19 из 22 Вылет                              | 2-й кв. раунд | 1-й раунд     |
| 2005-06   | Первый дивизион Запад Южной Лиги      | 7/8     | 42  | 22 | 9  | 11 | 86  | 47 | +39 | 75   | 4th of 22 Повышение как победители плей-офф | 2-й кв. раунд | 2-й кв. раунд |
| 2006-07   | Премьер дивизион Южной Лиги           | 7/8     | 42  | 19 | 12 | 11 | 79  | 60 | +19 | 69   | 5 из 22 Поражение в полуфинале плей-офф     | 3-й кв. раунд | 3-й кв. раунд |
| 2007-08   | Премьер дивизион Южной Лиги           | 7/8     | 42  | 19 | 11 | 12 | 67  | 50 | +17 | 68   | 7 из 22                                     | 2-й кв. раунд | 1-й раунд     |
| 2008-09   | Премьер дивизион Южной Лиги           | 7/8     | 42  | 21 | 7  | 14 | 71  | 48 | +23 | 70   | 5 из 22 Поражение в полуфинале плей-офф     | 2-й кв. раунд | 1-й раунд     |
| 2009-10   | Премьер дивизион Южной Лиги           | 7/8     | 42  | 8  | 10 | 24 | 50  | 81 | −31 | 34   | 20 из 22 Помилование от вылета              | 1-й кв. раунд | 1-й кв. раунд |
| 2010-11   | Премьер дивизион Южной Лиги           | 7/8     | 40  | 13 | 6  | 21 | 50  | 59 | −9  | 45   | 15 из 22                                    | 1-й кв. раунд | 1-й кв. раунд |
| 2011-12   | Премьер дивизион Южной Лиги           | 7/8     | 42  | 10 | 14 | 18 | 46  | 66 | −20 | 44   | 19 из 22                                    | 2-й кв. раунд | 2-й кв. раунд |
| 2012-13   | Премьер дивизион Южной Лиги           | 7/8     | 42  | 22 | 6  | 14 | 95  | 71 | +24 | 72   | 4 из 22 Поражение в финале плей-офф         | 1-й кв. раунд | 1-й кв. раунд |
| 2013-14   | Премьер дивизион Южной Лиги           | 7/8     | 44  | 32 | 6  | 6  | 128 | 38 | +90 | 102  | 1 из 24 Повышение                           | 4-й кв. раунд | 3-й кв. раунд |

## Рекорды
- Лучшее выступление в лиге: 9-е место в Южной конференции, 2014-15
- Лучшее выступление в Кубке Англии: 1-й раунд (переигровка), 2014-15
- Лучшее выступление в ФА Трофи: 1-й раунд (переигровка), 2007-08, 2008-09
- Лучшее выступление в Ваза ФА: третий раунд, 1999—2000, 2000-01